# Formica testaceipes
Formica testaceipes är en myrart som beskrevs av Leach 1825. Formica testaceipes ingår i släktet Formica och familjen myror. Inga underarter finns listade i Catalogue of Life.